# Ordem da Amizade
A Ordem da Amizade (em russo: Орден Дружбы) é uma distinção estatal da Federação Russa, estabelecida pelo decreto presidencial número 442, em 2 de março de 1994, pelo então presidente Boris Iéltsin. É concedida a cidadãos russos e estrangeiros cujo trabalho, ações e esforços têm sido direcionados para a melhoria das relações com o país e seu povo.

## Estátuto
A Ordem da Amizade é concedida a cidadãos russos e estrangeiros por méritos especiais no fortalecimento da paz, amizade, cooperação e entendimento entre nações, pelo trabalho frutífero na aproximação e enriquecimento mútuo das culturas de nações e povos; pela conservação ativa, desenvolvimento e promoção do patrimônio cultural e histórico da Rússia; pela grande contribuição para a implementação de empreendimentos conjuntos com a Federação Russa, grandes projetos econômicos e atração de investimentos na economia da Federação Russa; e por amplas atividades filantrópicas.

## Descrição
A insígnia da Ordem da Amizade é feita de prata dourada e esmalte. É uma estrela pentagonal criada a partir de raios dourados divergentes. No anverso, no centro da estrela, há um globo terrestre, com os oceanos cobertos de esmalte azul. O globo é cercado por uma coroa de ramos de oliveira em esmalte verde. No reverso, há a inscrição "Paz e Amizade" (em russo: "Мир и дружба") e o número de série gravado da condecoração individual. A distância entre as pontas opostas da estrela é de 44 milímetros.
A insígnia da ordem é conectada por um anel através do laço de suspensão a um padrão russo pentagonal coberto por uma fita de moiré de seda verde com 24 milímetros de largura, sobreposta por listras azuis claras de 6 mm ao longo de suas bordas. Quando usada na presença de outras ordens e medalhas da Federação Russa, a Ordem da Amizade é colocada imediatamente após a Ordem do Mérito.